# 顾脱贝目
顾脱贝目也稱庫脫貝目、古脫貝目、庫圖貝目，是小嘴貝型亞門顾脱贝纲（學名：Kutorginata）下唯一的一目，是一類已滅絕的有鉸類腕足動物。顧脫貝目是小嘴貝型亞門下最古老的類群之一，其化石僅見於寒武紀早中期地層（第三期至苗嶺世晚期）。
雖然生存年代很短，顧脫貝目在寒武紀早期仍然是有鉸類腕足動物的主要類群之一，其鼎盛期一直持續到寒武紀第四期，隨後數量開始下降，同時正形貝目和頂孔貝目等其他腕足動物類群的種類和數量開始增長。其他同時代的早期腕足動物類群如小圓貨貝目、Naukatida目和奇里貝目等，也大多在這一時期開始衰落。

## 下级分类
本目下屬分類如下：
- †顧脫貝超科 Kutorginoidea Schuchert, 1893
  - †顧脫貝科 Kutorginidae Schuchert, 1893
- †艾蘇貝超科 Nisusioidea Walcott & Schuchert, 1908
  - †艾蘇貝科 Nisusiidae Walcott & Schuchert, 1908